# カッパピア
カッパピア（英：Kappapia）は、かつて群馬県高崎市高崎観音山丘陵近辺に存在した遊園地。上信電鉄の子会社「高崎フェアリーランド株式会社」が運営していた。2003年11月30日に閉園。跡地は現在、高崎市により都市公園「観音山公園」として整備されている。

## 概要
高崎市は、第二次世界大戦後の復興政策の一環として1952年に「新日本高崎子ども博覧会」を開催し、約50万人の来場者を数えた。閉幕後に博覧会で用いられた遊戯機器を用い、高崎市が「観音山遊園地」として遊園地運営を開始した。しかし1960年には経営悪化に伴い一時閉鎖となった。
翌1961年、用地・施設等の経営を上信電鉄が引き継ぎ、子会社「高崎フェアリーランド株式会社」を設立。1962年3月31日より「高崎フェアリーランド」として再開業した。1965年までは動物園もあり、動物園撤退後の1976年には「お猿の国」も設置された。
1969年に園内にプールを設けて名称を公募し、利根川水系で泳ぐ子供達をカッパになぞらえた「カッパ・ユートピア」を略した「カッパピア」として7月に開業した。当初は遊園地が「高崎フェアリーランド」で「カッパピア」はプールだけの名称だったが、プールの人気が高まったこともあり1990年には「カッパピア」を総称として用いるようになり、「高崎フェアリーランド」は運営会社の名称として残った。1980年代初頭にはタカラとタイアップして「こえだちゃんランド」を展開した。
最盛期の1969年は年間62万人の来客者があったが、その後1983年に東京ディズニーランド等の県外大型テーマパークが開業したのをきっかけに陰りが見え始め、1989年には29万人と入場者数は年々減少し、少子化や娯楽の分散化により、1998年度には年間入場者数が過去最低の9万人を記録、更に21世紀に入るとUSJ、東京ディズニーシーの開業の影響も重なりその後も10万人台にとどまり、また駐車場の増設による資金繰りの悪化や末期には施設の老朽化も著しく、存続が困難な状況であった。2003年11月30日、42年間の営業に幕を下ろし閉園。閉園時に開園当時から残っていた遊具は、海賊船の形をしたジャングルジムとすべり台だった。

## 閉園後
2004年2月9日、運営会社の「高崎フェアリーランド株式会社」が前橋地裁高崎支部に自己破産を申請、2月19日に破産宣告、7月に都市公園廃止を公告。負債は約10億1300万円。閉園直後は土地の所有関係が複雑なことから債権問題の解決が進まず再開発に着手できず、無人の廃墟と化していった。
廃墟の様子はテレビなどでもたびたび報じられ、若者などの不法侵入が後を絶たず、犯罪の温床となるとして社会問題となった。2007年1月23日夜、園内の建物（営業時には入場券売り場や売店のあった建物）から出火。鉄骨平屋建て600m2を全焼した。原因は放火とみられる。高崎市は翌1月24日、高崎フェアリーランド側から土地、建物などを買収する方針を表明。購入額は5,000万円から6,000万円程度とみられ、金融機関への債権の返済に充てられる。市は跡地を自然公園として整備する方針であると、上毛新聞が2007年1月25日に報じた。
雑誌『実話ナックルズ』の連載をまとめた『廃墟本2』（2007年4月、ミリオン出版）に、当時のカッパピアの写真が巻末のグラビアなどに掲載された。
その後、公園の整備が進み、2011年7月時点で旧カッパピアの建物などはすべて撤去された。
2013年8月14日、高崎市はカッパピア跡地153,000m2のうち、南東部分の丘、5,000m2に2014年度から2年間をかけて、ドイツの世界的遊具メーカー、ケルナー社の遊具を設置した「ケルナー広場」を整備し、ヘンゼルとグレーテルに登場する「お菓子の家」や滑り台などを設置する計画を示した。計画によれば、ケルナーの遊具は、ぐらぐら揺れる上り棒や階段が斜めについた滑り台など斬新なデザインや構造が特徴で、子どもの冒険心を駆り立て、危険予知能力や、事故回避能力を高め、体力、運動能力の向上を図ることができるという。ケルナーの遊具を導入するのは、全国の都市公園で初めてである。ケルナー広場の整備とあわせ、子供用プールも整備される予定である。
2017年7月に観音山公園のケルナー広場、プールなどを含むエリアが拡張開園した
。プールの利用者数が想定を大きく上回ったため、公園の所有者である高崎市は営業期間の延長を行った。
2021年には県内でカッパピアをモチーフとしたグッズが限定販売され、ヴィレッジヴァンガードスマーク伊勢崎店とイオンモール高崎店でバッグ等の雑貨類、高崎市の文具店「アサヒ商会」が文具類を販売し、売上の一部はケルナー広場を運営するNPO「時をつむぐ会」に寄付された。

## 主なアトラクション
- 3D立体映画シアター（ただし作品は『ゲゲゲの鬼太郎』のみ）
- 海賊船[1]
- 大観覧車[1]
- メルヘン館 - 「催事館」として建設され当初はお化け屋敷として用いられ、その後丸山工芸社による設備増強を経てメルヘン館「ピーターパンおとぎの家」に転用[1]。
- 小動物ふれあい広場[1]
- わくわくランド[1]
- ケーブルカー[1]
- ジェットコースター - 1966年導入[1]
- 宙返りジェットコースター - 1980年3月29日導入、明昌特殊産業製、虹色を模した塗装とした[9]。導入当初は500円の専用券のみの適用だったことから高額な運賃が敬遠され、その後回数券での利用も可能とし維持費を賄うべく富士オートがスポンサーに就き同社の扱う乗用車の展示を行った[1]。
- サイクルモノレール[1]
- べんけい号 - 姿見の池の外周を走る列車として、線路周辺には舌切雀のオブジェを配した[1]。
- ジャングルマウス - 1983年導入[1]
- フラッシュダンス - 1993年導入[1]
- ゴーカート[1]
- 豆自動車（バッテリーカー）[1]
- アラビアンメリー - 1991年導入[1]
- ツインドラゴン - 1991年導入[1]
- ティーカップ[1]
- パラトルーパー - 1992年導入[1]
- ツイスター - 1992年導入[1]
- びっくりハウス[1]
- ビックリ迷路[1]
- メルヘンボックス[1]
- パットゴルフ[1]
- バルーンサイクル[1]
- メリーゴーランド[1]
- ゲームコーナー[1]
- 銀河鉄道[1]
- ミニバイク（バッテリーカー）[1]
- サルの国 - 末期は休止
- バズーカ砲[1] - 末期は休止
- トリッピングカー - 末期は廃止

### プール
- 滝コーナー[1]「スペクトルゾーン」[2]
- 流れるプール「サンリバー」（全長300m）[2][1]
- こどもプール[1]
- 飛び込みプール[1]「ダイビングパンチ」（水深2.3m）[2]
- ループスライダー - 1989年導入[1]
- 露天ぶろプール - 1987年導入[1]
- 波のプール - 1989年導入[1]（60m×60m 最大水深90cm[2]）
- サービスタワー[1]
- ジャブジャブビーチ（最大水深50cm）[2]
- アイススケートリンク - 1983年より冬季に実施[1]
- 足漕ぎボート・モーターボート（夏季・冬季以外）[1]

### その他施設
- レストランホール - 宴会場・結婚式場としても使用[1]
- 松山苑 - 団体レストランとしても使用[1]
- 軽食コーナー[1]
- バザール[1]
- 中央立食コーナー[1]
- 母の手像[1]

## 主なイベント
- ちびーずオンステージ - 小中学生による園専属のアイドルユニット「ちびーず」による歌と踊りのステージ[1]。
- カラオケ大会（レストランホールで開催）[1]
- どんどん焼きまつり（1月）[1]
- フラワーショー（3月末-5月末）
- 写生大会（4月）[1]
- 緋桜まつり[1]
- 芸能人ステージ（夏休み） - ブレイク前にオファーしその後大ヒットした西城秀樹をはじめ、にしきのあきら、萩原健一、山口百恵、フィンガー5、舘ひろし、いいとも青年隊などが公演を行った[1]。

## 交通
- JR高崎駅西口より高崎観音方面行きバスを利用。